# Аррас-Сюд

Кантон Аррас-Сюд в составе округа

Аррас-Сюд (фр. Arras-Sud) — упразднённый кантон во Франции, находился в регионе Нор-Па-де-Кале, департамент Па-де-Кале. Входил в состав округа Аррас.
В состав кантона входили коммуны (население по данным Национального института статистики за 2011 г.):
- Аньи (1 948 чел.)
- Аррас (11 511 чел.) (частично)
- Ашикур (8 045 чел.)
- Борен (5 053 чел.)
- Вайи (1 045 чел.)
- Невиль-Витасс (504 чел.)
- Тийуа-ле-Моффлен (1 419 чел.)
- Фампу (1 130 чел.)
- Фёши (1 051 чел.)

## Экономика
Структура занятости населения (без учёта города Аррас):
- сельское хозяйство — 1,2 %
- промышленность — 22,2 %
- строительство — 12,7 %
- торговля, транспорт и сфера услуг — 43,9 %
- государственные и муниципальные службы — 20,0 %

Уровень безработицы (2011) — 10,0 % (Франция в целом — 12,8 %, департамент Па-де-Кале — 16,2 %). 

Среднегодовой доход на 1 человека, евро (2011) — 24 420 (Франция в целом — 25 140, департамент Па-де-Кале — 20 511).

## Политика
На президентских выборах 2012 г. жители кантона отдали Франсуа Олланду в 1-м туре 31,5 % голосов против 22,6 % у Николя Саркози и 18,9 % у Марин Ле Пен, во 2-м туре в кантоне победил Олланд, получивший 57,6 % голосов (2007 г. 1 тур: Сеголен Руаяль — 27,5 %, Саркози — 25,4 %; 2 тур: Руаяль — 53,4 %). На выборах в Национальное собрание в 2012 г. по 2-му избирательному округу департамента Па-де-Кале они поддержали кандидата левых сил, члена Социалистической партии Жаклин Маке, набравшую 46,6 % голосов в 1-м туре и 63,9 % — во 2-м туре. (2007 г. 1-й округ. 1 тур: Филипп Рапено (СНД) — 35,2 %, 2 тур: Жаклин Маке (СП) — 56,3 %). На региональных выборах 2010 года в 1-м туре победил список социалистов, собравший 31,4 % голосов против 15,8 % у списка «правых» и 15,1 % у Национального фронта. Во 2-м туре единый «левый список» с участием социалистов, коммунистов и «зелёных» во главе с Президентом регионального совета Нор-Па-де-Кале Даниэлем Першероном получил 57,6 % голосов, «правый» список во главе с сенатором Валери Летар занял второе место с 23,5 %, а Национальный фронт Марин Ле Пен с 18,9 % финишировал третьим.
|  | Кандидат           | Партия                  | % голосов |
|  | ------------------ | ----------------------- | --------- |
|  | Жан-Луи Коттини    | Социалистическая партия | 65,61     |
|  | Мари-Кристин Дюрье | Национальный фронт      | 34,39     |

|  | Кандидат        | Партия                         | % голосов |
|  | --------------- | ------------------------------ | --------- |
|  | Жан-Луи Коттини | Социалистическая партия        | 61,83     |
|  | Тьерри Спа      | Союз за французскую демократию | 38,17     |